# Acantholimon sarytavicum
Acantholimon sarytavicum är en triftväxtart som beskrevs av Igor Alexandrovich Linczevski. Acantholimon sarytavicum ingår i släktet Acantholimon och familjen triftväxter. Inga underarter finns listade i Catalogue of Life.